# Mirosternus simplex
Mirosternus simplex är en skalbaggsart som beskrevs av Perkins 1910. Mirosternus simplex ingår i släktet Mirosternus och familjen trägnagare. Inga underarter finns listade i Catalogue of Life.